# Borgo Nuovo (Rome)
Le Borgo Nuovo, à l'origine connue sous le nom de via Alessandrina, également appelée via Recta ou via Pontificum, était une rue de la ville de Rome, en Italie, importante pour des raisons historiques et architecturales. Construit par le pape Alexandre VI Borgia à l'occasion de l'année sainte1500, la rue devint l'un des principaux centres de la haute Renaissance à Rome. Le Borgo Nuovo a été démoli avec le quartier environnant en 1936-37 en raison de la construction de la Via della Conciliazione.

## Emplacement

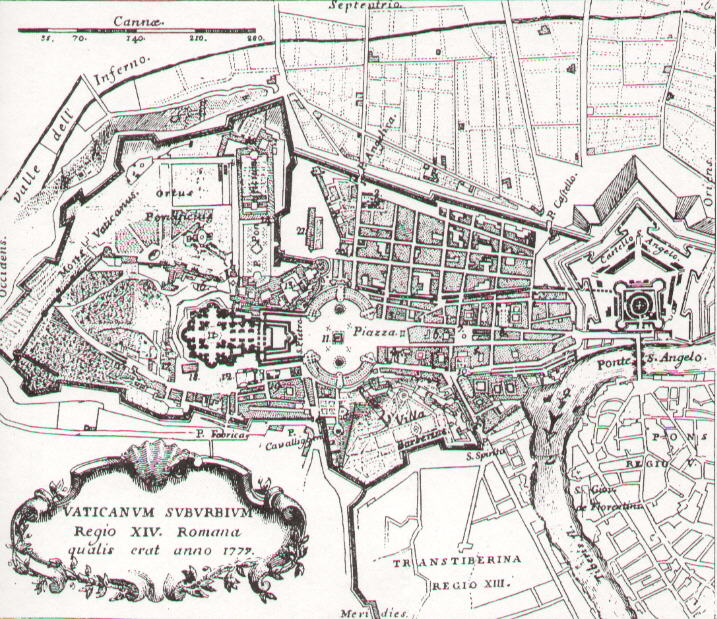
Le Borgo en 1779 (carte imprimée par Monaldini). Le Borgo Nuovo est la troisième route du sud parmi les sept qui rayonnent du château.

Situé dans le rioni du Borgo, la rue rectiligne s'étirait dans la direction est-ouest, entre la Piazza Pia, qui marque l'entrée du quartier près de la rive droite du Tibre, et le bord nord de la Piazza Rusticucci, qui, jusqu'à sa démolition, était l'antichambre de la place Saint-Pierre. À environ les deux tiers de sa longueur, le Borgo Nuovo traversait la Piazza Scossacavalli, le centre du Borgo. Avec la rue voisine du Borgo Vecchio, probablement d'origine romaine, le Borgo Nuovo délimitait la dite spina (le nom dérive de sa ressemblance avec la bande médiane d'un cirque romain), composée de plusieurs rues disposées dans la direction est-ouest entre le château Saint-Ange et Saint-Pierre,.

## Nom
La route s'appela Via Alexandrina, Via Pontificum ou Via Recta, et plus tard, Borgo Nuovo.  La première dénomination vient du pape Alexandre VI qui l'a construite ; la seconde, parce qu'elle est devenue la première partie de la Via Papalis, la rue que le nouveau pape doit parcourir pour atteindre Saint-Jean-de-Latran ; la troisième (« route droite ») de son tracé rectiligne, très rare à Rome à cette époque; la quatrième a été choisi par rapport à la rue voisine du Borgo Vecchio.
Le nom de Via Alessandrina tomba en désuétude après 1570, lorsque le cardinal Michele Bonelli, surnommé « le cardinal Alessandrino », du nom de sa ville natale d'Alexandrie dans le Piémont, ouvrit la route du rione Monti qui prit son nom.

## Histoire

### Renaissance

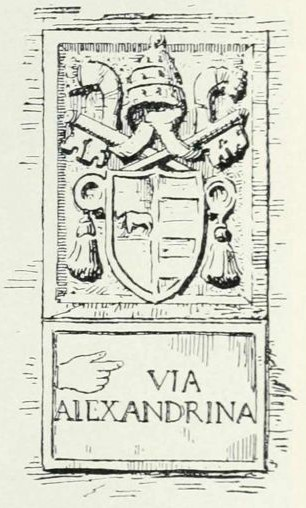
Dessin d'une plaque à l'origine sur la façade du Palazzo dei Convertendi sur le Borgo Nuovo, avec les armoiries d'Alexandre VI et l'indication « Via Alexandrina »; peut-être la première plaque de rue à Rome.

Au milieu du XVe siècle, au début de la Renaissance, la liaison entre Rome et Saint-Pierre est assurée par deux anciennes routes, le Borgo Vecchio et le Borgo Santo Spirito, qui relient le château à la place en face de l'antique basilique vaticane. Pour augmenter la capacité de trafic, une autre rue  menant à Saint-Pierre depuis le Pont Saint-Ange est construite par le pape Sixte IV pour l'année sainte 1475 :  le Borgo Sant'Angelo, également connu du nom de son fondateur comme la via Sistina. Ce chemin passait juste au sud du Passetto di Borgo, le passage couvert reliant le Vatican au château ; cette rue ne suffisait pas non plus à résoudre le problème de la circulation.  
À la fin du XVe siècle, Alexandre VI, dont le pouvoir est alors contesté par plusieurs familles nobles romaines et par le roi de France Charles VIII (qui en 1494 a occupé la ville, tandis que le pape restait barricadé au château Saint-Ange), décide de restructurer la citadelle de Borgo et le château.  Dans ce contexte, le château Sain-Ange assume le rôle de charnière entre la ville et la citadelle, et le besoin se fait sentir de construire une route droite entre le château et le palais apostolique sur la colline du Vatican.  Au cours des deux derniers jubilés, qui avaient eu lieu en 1450 et 1475, l'énorme afflux de pèlerins avait causé plusieurs problèmes de circulation dans le Borgo ; à cause de cela, pour résoudre le problème, lors du consistoire papal du 16 novembre 1498, le pape se chargea de rationaliser les chemins qui conduisent à Saint-Pierre, demandant au cardinal Girolamo Riario de prendre les devants et de consulter des experts.  
Au nord du Borgo Vecchio, une ruelle sinueuse courrait entre les maisons, les jardins et les anciens murs ; à environ un tiers de sa longueur (venant du Tibre), le chemin était bloqué par un grand monument funéraire romain, le Meta Romuli, considéré comme le lieu de repos du mythique premier roi de la ville.  C'était une pyramide semblable à celle de Cestius, toujours présente près de Porta San Paolo et considérée par les Romains de cette époque comme la sépulture de Remus. Riario, avec les conseils techniques de plusieurs architectes (parmi lesquels Antonio da Sangallo le Vieux et Giuliano da Sangallo) décide de rectifier cette voie et une nouvelle route, la Via Alexandrina ou Recta, est ouverte après un travail intense six mois, commencé en avril 1499. 
Johann Burchard, maître de cérémonie du pape, note dans le Liber Notarum (son journal) le 24 décembre 1499 son ouverture. Ce jour-là, le pape ordonne la fermeture de la Carriera Sancta (le futur Borgo Vecchio), afin de forcer le trafic dans la rue nouvellement inaugurée qui relie la porte du château à la porte du palais apostolique ; contrairement au proche Borgo Vecchio, ce n'est pas un chemin de procession, mais une liaison direct entre le Castrum et le Palatium, parallèle au Passetto, le passage couvert qui permet au pape de s'échapper vers le château en cas de danger et qui sera utilisé quelques années plus tard par le pape Clément VII pour fuir en robe de nuit les lansquenets de Frundsberg. 
La conception de la route est achevée avec l'ouverture au Vatican d'une nouvelle porte, la « Porta Sainte » qui remplace la « Porta Aurea » de Saint-Jean-de-Latran ; cette porte permet aux pèlerins venant du Borgo Nuovo de rencontrer de suite « l'Altare della Veronica », la relique la plus vénérée du christianisme. La Via Alessandrina devient la première ligne droite à Rome, un modèle qui sera repris sous le pape Jules II avec la Via Giulia et près d'un siècle plus tard, en particulier avec Sixte V.
La réalisation de la Via Alessandrina nécessite la démolition de plusieurs bâtiments anciens dont, le Meta Romuli, lié aux traditions relatives à la tombe de saint Pierre.  La nouvelle rue devient le premier tronçon de la Via Papalis, la rue que chaque pape parcourt à dos de mulet lors de la « Cavalcata del possesso » (« Chevauchée de possession »), entre Saint-Pierre et Saint-Jean-de-Latran, immédiatement après son élection pour prendre possession de sa charge d'évêque de Rome. Elle est également utilisée pour des événements populaires comme les courses de chevaux, de buffles, d'ânes ou d'hommes, tous les divertissements préférés du pape Borgia ; à cause de cela, le Borgo Nuovo reste non pavé avant 1509, pendant la papauté de Jules II.
Afin de financer la construction, les propriétaires de maisons déjà existantes sont soumis à une taxe spéciale car la nouvelle rue aurait fait augmenter la valeur de leurs biens immobiliers ; le reste des dépenses doit être payé par les magistri viarum (les officiers chargés de l'entretien routier). Afin d'aménager les abords de la rue, les personnes désireuses d'ériger des bâtiments d'au moins 5 canne (environ 11 mètres) de haut le long de celle-ci reçoivent des privilèges spéciaux, tels que des exonérations fiscales.
Les cardinaux, les familles nobles et les riches bourgeois profitent de cette opportunité, érigeant des palais et des maisons, conçus dans le nouveau style classique d'Antonio da Sangallo le Vieux  et de Donato Bramante, deux des architectes impliqués dans la conception de la rue, et le Borgo Nuovo devint bientôt l'une des rues les plus en vogue de la ville. À la Renaissance, de nombreuses maisons neuves du quartier sont décorées de peintures (fresque et sgraffite). À ce jour, la seule maison décorée qui subsiste est celle le long du Vicolo del Campanile, une ancienne ruelle du Borgo Nuovo.
Les travaux sur la route se sont poursuivis sous la direction d'Antonio da Sangallo le Vieux également avec le Pape Léon X qui les financent avec la somme énorme de 1 444 ducats.

### Âge baroque et moderne

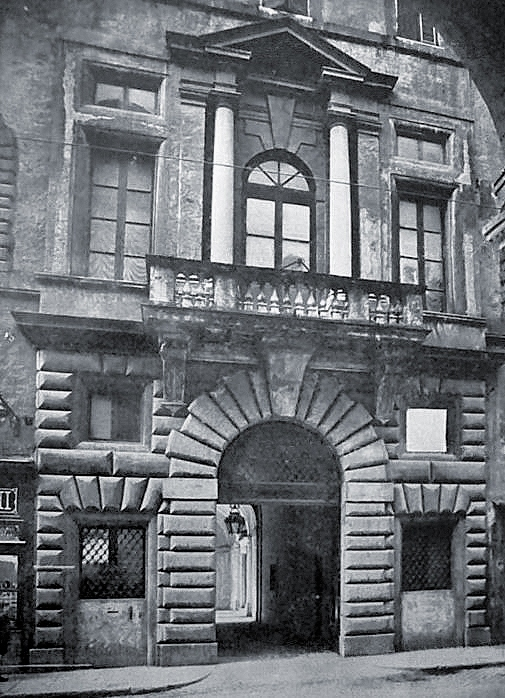
Portail du palais dei Convertendi le long du Borgo Nuovo vers1930.

Sous le règne du pape Alexandre VII, dans le cadre de la construction de la place Saint-Pierre,Le Bernin intègre le Borgo Nuovo dans le projet de la nouvelle place. L'axe optique donné par le Borgo Nuovo est renversé par rapport à l'axe de la basilique défini par l'obélisque du cirque de Caligula érigé en 1595 par Domenico Fontana au centre de la façade de l'ancienne basilique ; cet effet est  obtenu en créant devant la basilique un espace trapézoïdal symétrique par la construction des deux allées couvertes (corridori). Le corridore nord de la façade de Saint-Pierre de Maderno menant à la Scala Regia, est considéré par Le Bernin comme un prolongement couvert de la route : le bras droit de la colonnade s'arrête juste avant l'axe de la route afin de ne pas interrompre la ligne de vue entre la route et le corridore nord. De cette manière, l'axe principal du Borgo se transforme en axe secondaire de la place Saint-Pierre et est dupliqué pour des raisons de symétriepar la construction du corridore sud. Vers 1660, après la construction de la colonnade du Bernin, le premier bloc de la spina entre le Borgo Vecchio et le Borgo Nuovo, nommé isola del Priorato après la démolition du le bâtiment abritant le Prieuré des Chevaliers de l'ordre de Saint-Jean-de-Jérusalem par Le Bernin afin de créer un espace, la Piazza Rusticucci, permet d'avoir une vue complète du dôme de Saint-Pierre, caché par la nef de Maderno. À cause de cela, le Borgo Nuovo est privé de son extrémité ouest.
Au début du XIXe siècle, alors que Rome fait partie du Premier Empire français, le préfet de la ville, de Tournon, inscrit dans son programme de rénovation urbaine la démolition de la spina, et donc du Borgo Nuovo. Quoi qu'il en soit, à la chute de Napoléon, seules les trois premières maisons à l'extrémité est de la rue ont été démolies ; après le retour du pape, la situation antérieure est rétablie. À l'extrémité est de la spina, entre le Borgo Vecchio et le Borgo Nuovo, en 1850, un nouveau bâtiment, le palais Sauve, est érigé, remplaçant une maison qui avait été démolie pendant la République romaine de 1849. Sur la façade est du bâtiment, une grande fontaine, la « Fontana dei Delfini » (« la fontaine des dauphins ») est érigée par le pape Pie IX en 1861, marquant le début de la spina. Le palais est démoli en 1936 et la fontaine est déplacée à la Cité du Vatican en 1958,.
En 1858, au début du Borgho, Pie IX fait rebâtir par Luigi Poletti deux bâtiments jumeaux, ainsi que « la fontaine des dauphins », fournissant une entrée pittoresque de la cité léonine.
Pendant toute cette période, et jusqu'à sa démolition, le Borgo Nuovo est une rue prestigieuse, touristique et très fréquentée, contrairement au Borgo Vecchio à proximité, qui est isolée, familiale et simple.

### Démolition
Entre 1934 et 1936, lorsque le projet de la Via della Conciliazione est développé, les architectes Marcello Piacentini et Attilio Spaccarelli choisissent de donner à la nouvelle rue le tracé de la rue voisine du Borgo Vecchio, et non celui du Borgo Nuovo. Cette décision, faite à la fois pour des raisons de perspective et pour éviter la démolition du palais della Rovere, face au côté sud de la Piazza Scossacavalli et parallèle au côté sud du Borgo Vecchio, cause la destruction de presque toutes les maisons et palais de la rue. 
La spina, avec tout le côté sud de Borgo Nuovo, est démolie entre le 29 octobre 1936 et le 8 octobre 1937. Du côté nord de la route, seule l'église de Santa Maria in Traspontina, le palais Giraud-Torlonia sur la Piazza Scossacavalli et le palais Latmiral, un bâtiment sans distinction du XIXe siècle situé entre eux, sont épargnés. Pour masquer l'alignement différent des trois édifices survivants par rapport à la fois aux nouveaux bâtiments adjacents et à ceux le long du côté sud de la nouvelle rue (qui sont alignés avec le Borgo Vecchio), une double rangée d'obélisques surmontés de lanternes est installée ; les Romains les surnomment avec humour « le supposte » (les « suppositoires »), remarquant que la Via della Conciliazione ressemble maintenant à l'entrée monumentale d'un cimetière.

## Bâtiments et monuments remarquables

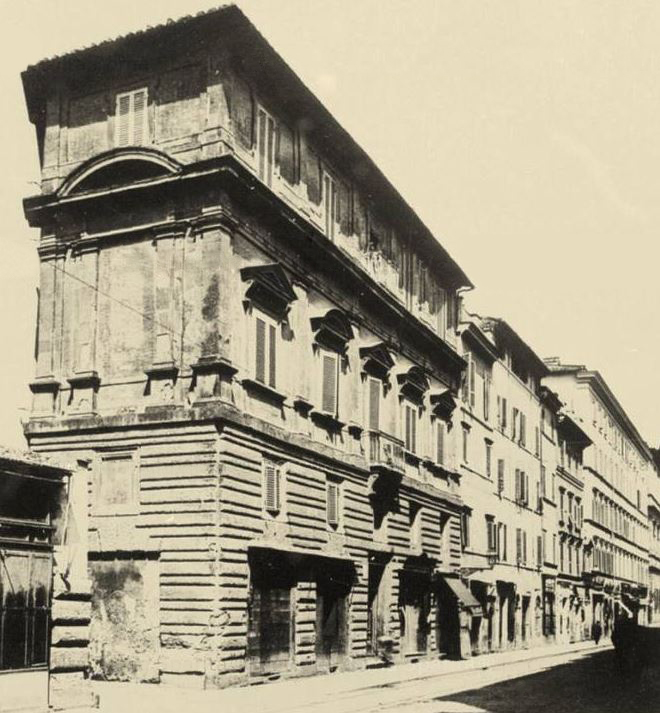
Vue partielle du côté nord du Borgo Nuovo, avec le Palazzo Jacopo da Brescia au premier plan, vers 1930.

À l'entrée du Borgo Nuovo, du côté nord, et faisant face au côté opposé au Vicolo del Villano, se trouvait l'un des deux palais jumeaux construits par Luigi Poletti. Ils avaient le même style néoclassique tardif que la Manifattura dei Tabacchi (Manufacture des tabacs) sur la piazza Mastai dans le Trastevere,  érigée par Antonio Sarti quelques années plus tard.

Venant de l'extrémité est de la route, côté sud, aux n. 29-30, il y avait une petite chapelle érigée par Pie VI en 1796, fermée par un portail et surmontée des armoiries  du pape et d'une épigraphe. Elle abritait un dessin au fusain, une Pietà, à l'origine placé sur un mur dans le Vicolo della Fontanella (un passage couvert entre le Borgo Vecchio et le Borgo Nuovo). Un ivrogne avait jeté quelques années plus tôt une tranche de melon contre la figure de la Vierge, dont les graines étaient restées attachées aux auréoles dessinées au-dessus du front de Marie. La Madone, appelée après cela « du melon » ou « de la graine » était disposée dans un cadre doré tenu par des anges en stuc.

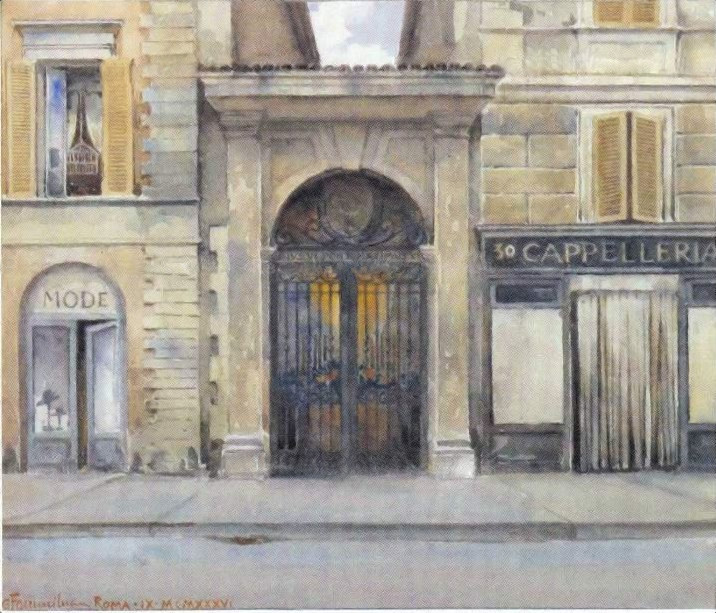
Chapelle de la Madonna del Melone dans une aquarelle de Giuseppe Fammilume peinte en octobre 1936, peu avant sa démolition

À côté de la chapelle, Pie VI fit construire une petite fontaine, constituée d'un cadre surmonté d'une épigraphe et de ses armoiries ; l'eau coulait de la tête d'un putto en marbre blanc avec les joues tendues à cause de l'effort pour canaliser le jet dans un bassin. La fontaine, très populaire dans le quartier, était surnommée « del Ricciotto » (« de l'enfant bouclé ») à cause des cheveux bouclés du putto. Appuyée par la suite contre le devant du couvent des Carmélites du côté opposé de la rue et longtemps crue avoir été perdue pendant les travaux de démolition, la fontaine a été retrouvée dans les réserves municipales.
En avant, du côté nord, au n. 46, Buto, médecin actif sous le règne de Paul III, fit ériger un palazzetto dont la façade était ornée des bustes de Galien et d'Hippocrate et dont les frises des trois fenêtres de l'étage noble portaient l'inscription « DEO, PAULO ET LABORIBUS » (« À Dieu, Paul (III) et (mes) œuvres »). Ce bâtiment a été démoli après 1938.
Une nouvelle et magnifique église dédiée à la Vierge Marie, Santa Maria in Traspontina, est construite après 1566 le long du côté nord du Borgo Nuovo, vers le milieu de la rue, sous la direction de Giovanni Sallustio Peruzzi et Ottavio Mascherino. Cette église remplace l'ancienne église portant le même nom, qui a dû être démolie en 1564, lorsque Pie IV a remplacé les remparts du château.

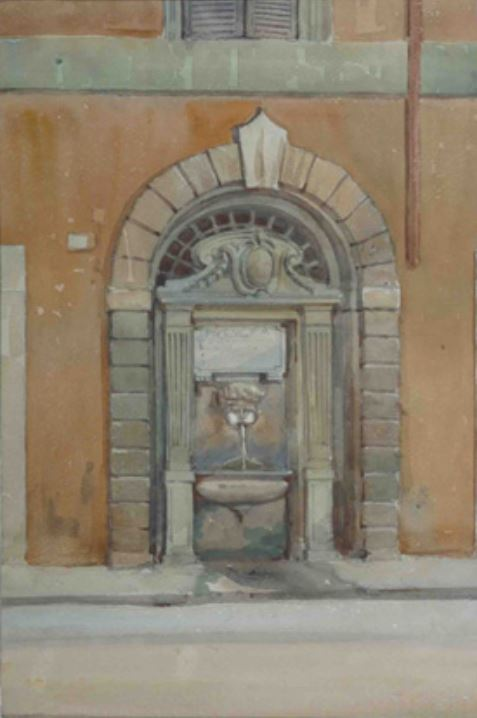
Fontaine de rue du Ricciotto, aquarelle de Giuseppe Fammilume.

L'église, devenue l'une des paroisses du Borgo, était dirigée par les carmélites, qui vivaient dans un monastère placé à l'est du sanctuaire ; sur le côté droit de Santa Maria était érigé un oratoire consacré à la doctrine chrétienne, construit en 1714-1715,. Bien que monastère ait été démoli en 1939, l'église et l'oratoire existent toujours aujourd'hui le long de la Via della Conciliazione.
Devant Santa Maria in Traspontina, Antonio da Sangallo le jeune érigea, entre le Borgo Vecchio et le Borgo Nuovo, le Palazzo del Governatore di Borgo (« palais du gouverneur de Borgo »), conçu à l'origine pour le protonotaire apostolique Giovanni dal Pozzo ; après avoir été converti en prison, le bâtiment s'est délabré,. Le palais est démoli en 1937, mais son portail a été réutilisé dans un nouveau bâtiment érigé par Marcello Piacentini au n. 15 de la Via della Conciliazione.
À environ un tiers de sa longueur en venant de l'est, le Borgo Nuovo menait à la petite Piazza Scossacavalli, le centre du rione. Au début du XVIe siècle, le long de trois côtés de la place ont été érigés de grands palais, tandis que l'église San Giacomo était située sur le dernier côté. Du côté nord, aligné avec le Borgo Nuovo, Adriano Castellesi, trésorier d'Alexandre VI et plus tard cardinal de Corneto (aujourd'hui Tarquinia), fait ériger (peut-être par Donato Bramante) un palais, le palais Giraud-Tortonia, qui suit les contours du palais de la Chancellerie. Ce bâtiment, qui appartient maintenant à la famille Torlonia, a été épargné par la démolition de la rue et fait désormais partie du côté nord de la Via della Conciliazione.
Entre le côté ouest de la piazza Scossacavalli et le côté sud du Borgo Nuovo, la famille Caprini de Viterbe fait ériger par Bramante le palais Caprini, leur résidence romaine. Le palais est acheté par Raphaël, qui le complète et y passe les 3 dernières années de sa vie, y mourant en 1520. Plus tard, le bâtiment est agrandi, devenant le Palazzo dei Convertendi. Le long du Borgo Nuovo, le palais avait un portail monumental surmonté d'un balcon, tous deux conçus par Baldassarre Peruzzi ; il était considéré comme le plus beau de toute la ville,. Le Palazzo dei Convertendi a été démoli en 1937 et reconstruit en 1941 à l'ouest du Palazzo Torlonia avec un autre plan, mais en réutilisant les éléments originaux, dont le portail avec le balcon.

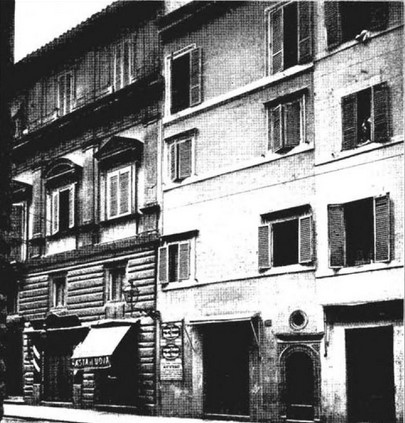
Le Palazzo Jacopo da Brescia (à gauche) et la maison de Febo Brigotti (à côté à droite).

Quelques années avant la construction de la rue, le cardinal florentin Piero Soderini construit dans le Borgo une rangée de sept maisons avec porche de style Renaissance toscan ; après l'érection de la rue, les maisons dominent son côté nord. Soderini veut en fait démolir l'ensemble et faire construire un palais par Bramante, mais sa vie mouvementée (il est un ennemi de la Maison de Médicis, qui pour son malheur, au cours de ces années, est arrivée à la papauté deux fois, avec Léon X et Clément VII) ne lui permet pas de réaliser ses projets. Les maisons ont survécu indemnes jusqu'à la fin du XIXe siècle, quand elles ont été démolies et remplacées par un immeuble avec commerces au rez-de-chaussée.
Après les maisons de Soderini, le long du côté nord du Borgo Nuovo, s'étend une petite arche, l'« Arco della Purità » (« l'arc de la Pureté »), qui mène à une petite ruelle abritant une petite église consacrée à la Vierge Marie. Santa Maria della Purità a été érigée ici à l'intérieur des ruines d'une maison détruite lors du sac de Rome en 1527 pour se souvenir d'un miracle qui s'y est produit en 1530 : après avoir prié une fresque avec la Vierge Marie qui avait survécu sur un mur de la maison en ruine, une femme a demandé à la Vierge de guérir sa main ; après la guérison, de plus en plus de personnes sont venues ici pour prier la Vierge et une petite église a été construite.
En direction de l'ouest après l'arche, Febo Brigotti, médecin du pape Paul III, fait construire à la fin du XVe siècle, un élégant Palazzetto de deux étages au n. 106-107 de la rue ; la façade portait deux inscriptions, une au-dessus de l'épistyle, « PHOEBUS BRIGOCTUS MEDICUS », et, sur un côté, la devise du médecin, « OB FIDEM ET CHLIENTELA » (« En raison de la foi et des clients »). Cette maison a été démolie en 1937, mais sa perspective a été reconstruite en utilisant des matériaux originaux non loin, en face du Passetto, le long de la via dei Corridori, la route parallèle à la Via della Conciliazione.
En bordure de la maison de Brigotti, au n. 163, au croisement entre le Borgo Nuovo et la Vicolo dell'Elefante (le « chemin des Éléphants », ainsi nommé en souvenir de Hanno l'éléphant, gardé ici au XVIe siècle), Raphael a construit un palazzetto pour Jacopo Bresciano, médecin du pape Léon X. Le bâtiment, qui était d'une qualité architecturale extraordinaire, a été démoli et reconstruit avec un autre plan entre la via Rusticucci et la via dei Corridori, près de la maison de Brigotti,.

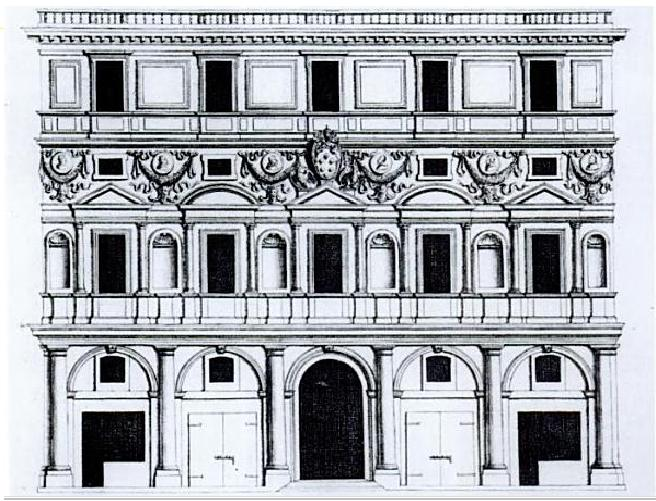
Gravure du XVIIe siècle du Palazzo Branconio dell'Aquila le long de Borgo Nuovo.

Au-delà du palais de Jacopo da Brescia, le côté nord de la rue continuait avec le palais Rusticucci-Accoramboni, un grand palais de la Renaissance construit par Domenico Fontana et Carlo Maderno pour le cardinal Girolamo Rusticucci. En 1667, la démolition du premier bloc sud de la rue à l'occasion de l'érection de la place Saint-Pierre a laissé le palais surplomber la nouvelle place qui a pris le nom du bâtiment. Ce dernier a été démoli en 1940 et reconstruit le long du côté nord de la Via della Conciliazione.
Le côté nord du Borgo Nuovo jusqu'à la construction de la colonnade de la place Saint-Pierre, se termine par un bloc dont le dernier bâtiment de la rue était l'église Santa Caterina delle Cavallerotte (ou Cavalierotte , du nom donné à Rome aux filles des familles riches et nobles qui voulaient devenir moniales), fondée au XIVe siècle. Démolie en partie pour permettre la construction de Via Alessandrina, l'église a été reconstruite en sept mois entre 1508 et 1509 selon un concept de Giuliano da Sangallo, puis démolie avec tout le bloc pour construire la place Saint-Pierre.
Jusqu'à la création de la place Saint-Pierre, l'extrémité ouest du côté sud de la rue (l' isola del Priorato susmentionnée) était occupée en partie par le Palazzo Branconio dell'Aquila, un bâtiment de la Renaissance érigé entre 1518 et 1520 par Giovanbattista Branconio dell ' Aquila, trésorier du pape Léon X, mécène et ami proche de Raphaël, qui a réalisé le projet. Le palais, considéré au moment de son érection comme le plus beau bâtiment de Rome, a également été démoli en 1667.

## Liste des bâtiments remarquables le long de la rue
- Palazzo Sauve (démoli)

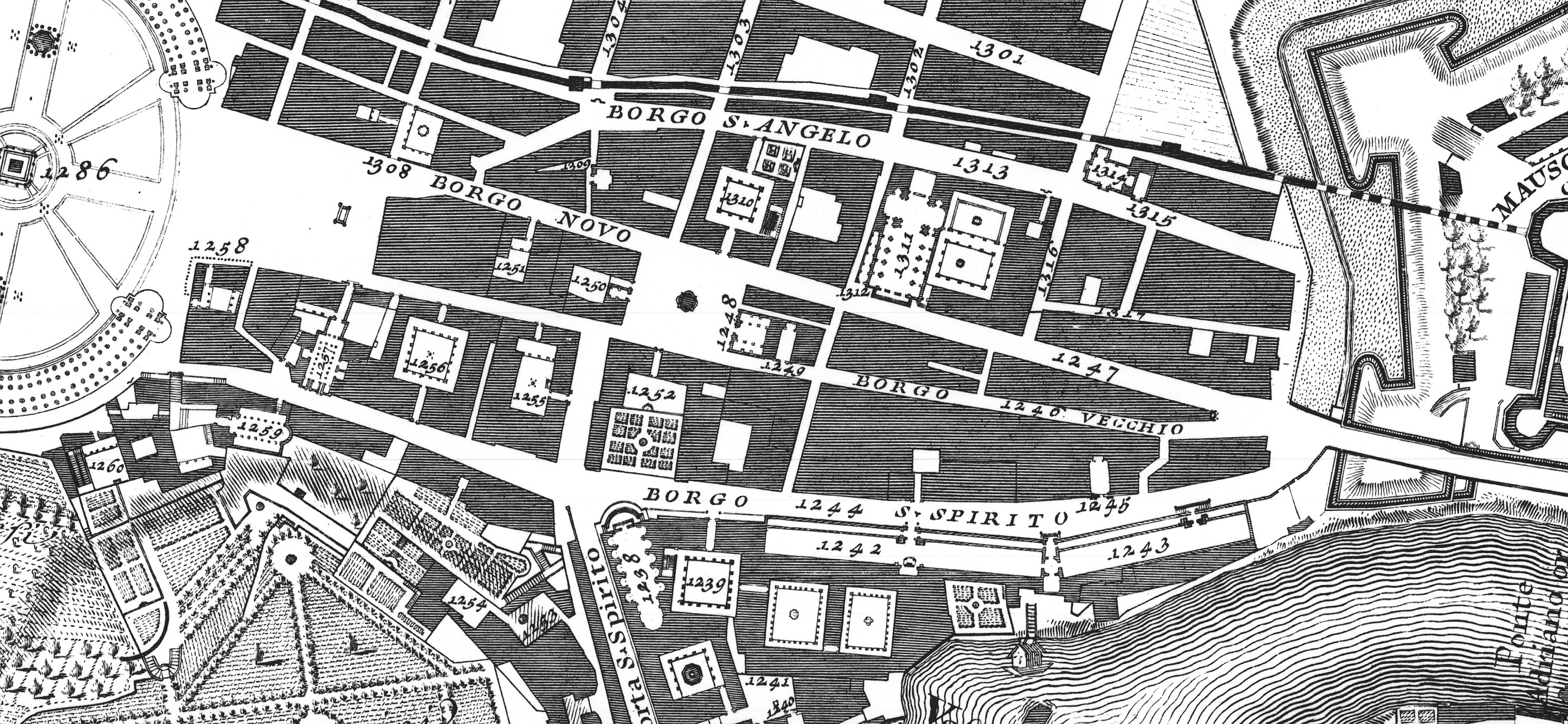
La partie centrale de Borgo avec la spina délimitée par le Borgo Nuovo et le Borgo Vecchio sur la carte de Rome de Giambattista Nolli (1748).

- Maison du médecin de Paul III (démolie)
- Santa Maria in Traspontina
- Palazzo del Governatore di Borgo (démoli, éléments réutilisés)
- Palazzo dei Convertendi (démoli et reconstruit)
- Arco della Purità (démoli)
- Maison de Febo Brigotti (démolie et reconstruite)
- Palais Jacopo da Brescia (démoli et reconstruit)
- Palais Rusticucci-Accoramboni (démoli et reconstruit)
- Palazzo Branconio dell'Aquila (démoli)
- Santa Caterina delle Cavallerotte (démolie)

## Source de traduction
- (en) Cet article est partiellement ou en totalité issu de l’article de Wikipédia en anglais intitulé « Borgo Nuovo (Rome) » (voir la liste des auteurs).